# Далгрен (Вирџинија)
Далгрен (енгл. Dahlgren) насељено је место без административног статуса у америчкој савезној држави Вирџинија.

## Демографија
По попису из 2010. године број становника је 2.653, што је 1.656 (166,1%) становника више него 2000. године.
| Група             | 2000.       | 2010.         |
| Белци             | 692 (69,4%) | 1.583 (59,7%) |
| Афроамериканци    | 252 (25,3%) | 810 (30,5%)   |
| Азијати           | 15 (1,5%)   | 45 (1,7%)     |
| Хиспаноамериканци | 17 (1,7%)   | 109 (4,1%)    |
| Укупно            | 997         | 2.653         |